# Mieczysław Bujak
Mieczysław Bujak ps. Gryf (ur. 2 kwietnia 1926 w Krakowie, zm. 30 sierpnia 1951 we Wrocławiu) – harcerz, żołnierz Armii Krajowej, powstaniec warszawski, więzień stalagów, żołnierz Armii USA, żołnierz oddziału Zrzeszenia Wolność i Niezawisłość, podporucznik ludowego Wojska Polskiego, stracony w rezultacie procesu o kierowanie nieistniejącą organizacją niepodległościową.

## Życiorys

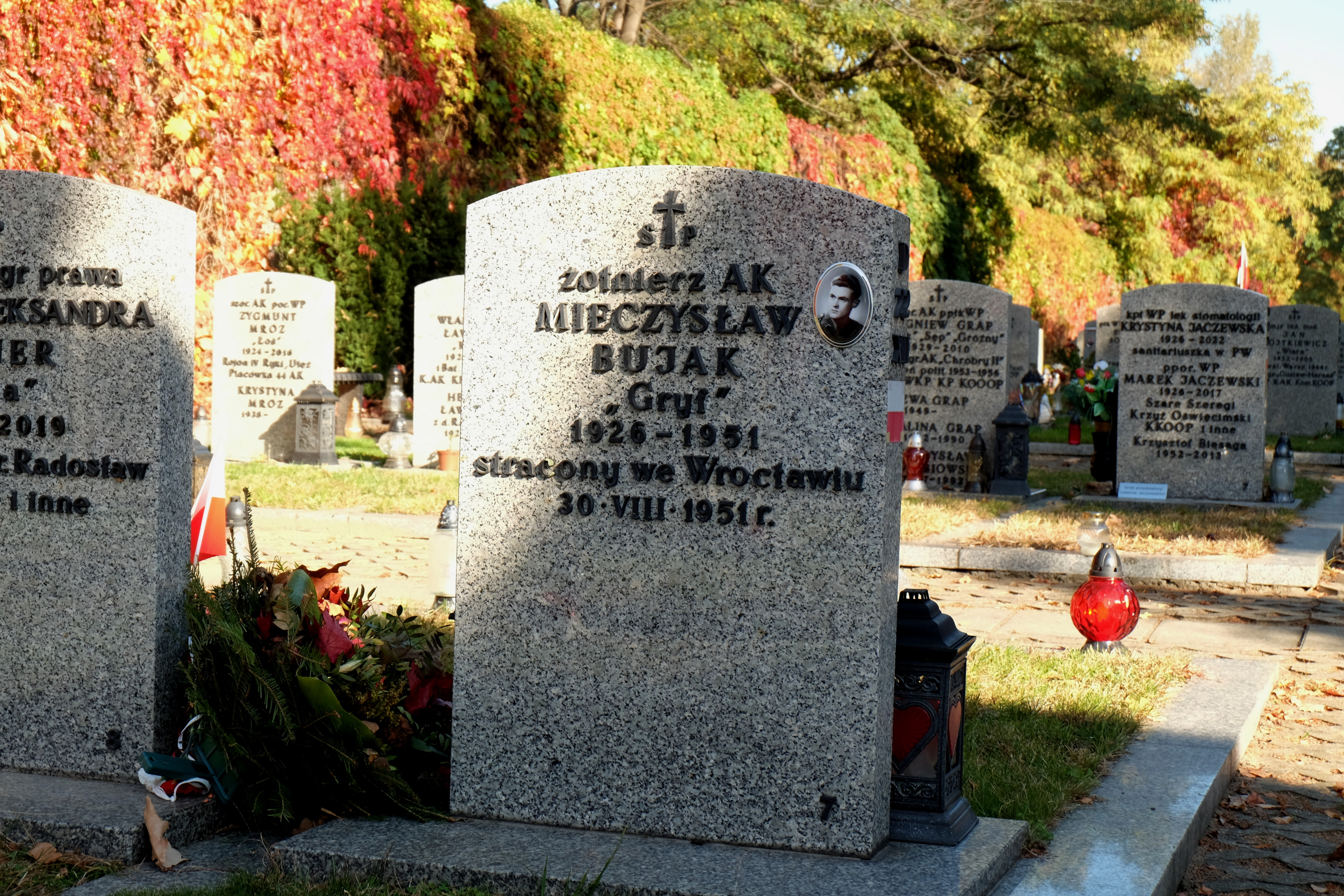
Grób Mieczysława Bujaka na Cmentarzu Wojskowym na Powązkach w Warszawie

Był synem Andrzeja i Bronisławy z domu Gwardzińskiej. Jego ojciec był żołnierzem Legionów, a później znanym piłkarzem Wisły Kraków.
Przed wybuchem wojny był harcerzem. Od 1942 roku został żołnierzem AK, służąc jako łącznik i kolporter podziemnej prasy. W 1943 roku dostał przydział do Obwodu Żywiciel. W okresie od 26 czerwca do 1 sierpnia 1944 roku był dowódcą drużyny w zgrupowaniu AK Kampinos. W powstaniu warszawskim walczył w szeregach Powstańczych Oddziałów Specjalnych „Jerzyki”. Po powstaniu dostał się do obozu jenieckiego. Do kwietnia 1945 roku przebywał w stalagach XI A Altengrabow i XI B Fallingbostel. Po uwolnieniu przez wojska amerykańskie w kwietniu 1945 roku służył, w okresie od 12 kwietnia do 10 września 1945 roku, w jednostce pancernej 3 Armii USA. Uczestniczył w walkach na terenie Czechosłowacji. Po zdemobilizowaniu 14 października 1945 roku powrócił do Polski.
W 1946 roku przyłączył się do oddziału partyzanckiego WiN kpt. Mariana Bernaciaka „Orlika”, działając na terenie powiatu puławskiego. Po rozwiązaniu oddziału zgłosił się ochotniczo do ludowego Wojska Polskiego. Od 19 października 1946 roku służył jako strzelec w 29 pułku piechoty. Jeszcze w tym samym roku został skierowany do Oficerskiej Szkoły Piechoty nr 1 w Krakowie (od 1947 roku we Wrocławiu), którą ukończył 18 września 1948 roku. Po ukończeniu szkoły, w latach 1948–1949 był dowódcą plutonu w Oficerskiej Szkole Piechoty nr 2 w Jeleniej Górze, a następnie był dowódcą kompanii w 1 Warszawskiej Dywizji Piechoty im. Tadeusza Kościuszki w Warszawie.
Od przełomu lat 1949/1950 był inwigilowany przez Główny Zarząd Informacji. Został aresztowany 19 sierpnia 1950 roku pod fałszywymi zarzutami udziału w nielegalnej organizacji WiN w czasie służby w LWP, gromadzenia broni, prowadzenia wśród podchorążych „agitacji antypaństwowej” i „próby obalenia przemocą ustroju”. Wobec aresztowanego przez Informację Wojskową ppor. Bujaka i kilkunastu jego podkomendnych zastosowano brutalne metody śledztwa. W jednym z zachowanych protokołów przesłuchań odnotowano jego słowa: „Walczyłem o nową Polskę, Polskę dla wszystkich”.
25 kwietnia 1951 roku został skazany przez Wojskowy Sąd Okręgowy nr IV na karę śmierci. Wyrok wykonano 30 sierpnia 1951 roku o godz. 20.00. w Więzieniu nr I przy ul. Kleczkowskiej we Wrocławiu. Po egzekucji ciało ppor. Bujaka pochowano w kwaterze 81 A na Cmentarzu Osobowickim we Wrocławiu obok kilkuset innych ofiar systemu stalinowskiego. Matka i siostra Mieczysława Bujaka, kilka tygodni po jego śmierci, doprowadziły do odkopania trumny i umieściły w niej zalakowaną butelkę z jego danymi osobowymi i informacjami na temat okoliczności jego śmierci.
Szczątki Mieczysława Bujaka ekshumowano w 2006 roku w wyniku prac prowadzonych przez Oddziałowe Biuro Edukacji Publicznej IPN we Wrocławiu. Podczas ekshumacji odnaleziono zakopaną butelkę z dwiema umieszczonymi w środku kartkami. Jedną z nich kończyły słowa: „...Zamordowany 30 sierpnia 1951 r. za to, że był Polakiem”. Jego śmierć nastąpiła w wyniku zastosowania katyńskiej metody uśmiercania – strzałem w potylicę oddanym z bliskiej odległości.
Ppor. Mieczysław Bujak został uroczyście pochowany 3 kwietnia 2007 roku na Cmentarzu Wojskowym na Powązkach w Warszawie (kwatera 22D-12-7).
W 2007 roku Grzegorz Braun nakręcił film pt. Oskarżenie – sprawa por. Bujaka.
W 2009 roku IPN wydał książkę Kryptonim „Mordercy” (Sprawa ppor. Mieczysława Bujaka). Studium prowokacji i terroru autorstwa Krzysztofa Szwagrzyka.